# Пам'ятки архітектури Сколівського району
У Сколівському районі Львівської області нараховується 87 пам'яток архітектури.
| пор.№              | Найменування пам'ятки                                        | Датування         | Місцезнаходження      | Охоронний № і номер у комплексі |  |
| ------------------ | ------------------------------------------------------------ | ----------------- | --------------------- | ------------------------------- |  |
| 1                  | Церква Св.Параскеви (дер.)                                   | ХУІІст.           | м.Сколе, вул.Шевченка | 512/ 1                          |  |
| 2                  | Дзвіниця церкви Св.Параскеви (дер.)                          | 1760 р.           | м.Сколе, вул.Шевченка | 512/ 2                          |  |
| 3                  | Церква Зіслання Святого Духа (дер.)                          | 1804 р.           | с. Верхня Рожанка     | 513 / 1                         |  |
| 4                  | Дзвіниця церкви Св. Духа (дер.)                              | 1877 р.           | с. Верхня Рожанка     | 513 / 2                         |  |
| 5                  | Церква Вознесіння Господнього (мур.)                         | 1804-1824р. р.    | с. Волосянка          | 1411/ 1                         |  |
| 6                  | Дзвіниця церкви Вознесіння Господнього (мур.)                | 1804-1824р. р.    | с. Волосянка          | 1411/ 2                         |  |
| 7                  | Церква Святого Василія Великого (дер.)                       | 1892—1894р.р.     | с.Грабовець           | 1412/ 1                         |  |
| 8                  | Дзвіниця церкви Святого Василія Великого (дер.)              | 1874 р.           | с.Грабовець           | 1412/ 2                         |  |
| 9                  | Церква Вознесіння Господнього (мур.)                         | 1820 р.           | с.Кальне              | 515 / 1                         |  |
| 10                 | Дзвіниця церкви Вознесіння Господнього (мур.)                | 1837 р.           | с.Кальне              | 515 / 2                         |  |
| 11                 | Церква Святої Параскеви (дер.)                               | 1874 р.           | с. Коростів           | 1413/ 1                         |  |
| 12                 | Дзвіниця церкви Святої Параскеви (дер.)                      | XIX ст.           | с. Коростів           | 1413/ 2                         |  |
| 13                 | Церква Пресвятої Трійці (дер.)                               | 1842 р.           | с. Крушельниця        | 1414 / 1                        |  |
| 14                 | Дзвіниця церкви Пресвятої Трійці (дер.)                      | 1824 р.           | с. Крушельниця        | 1414 / 2                        |  |
| 15                 | Церква Святого Михаїла (дер.)                                | 1907 р.           | с. Лавочне            | 1415 / 1                        |  |
| 16                 | Дзвіниця церкви Святого Михаїла (дер.)                       | 1908 р.           | с. Лавочне            | 1415 / 2                        |  |
| 17                 | Церква Успіння Богородиці (дер.)                             | 1803 р.           | с. Нижнє Синьовидне   | 1416 / 1                        |  |
| 18                 | Дзвіниця церкви Успіння Богородиці (дер.)                    | ХУІІІст.          | с. Нижнє Синьовидне   | 1416 / 2                        |  |
| 19                 | Дзвіниця церкви Богоявлення Господнього (дер.)               | п. ХІХст.         | с. Нижня Рожанка      | 517                             |  |
| 20                 | Церква Воздвиження Чесного Хреста (дер.)                     | 1844 р.           | с. Опорець            | 518 /1                          |  |
| 21                 | Дзвіниця ц.Воздвиження Чесного Хреста(дер.)                  | 1844 р.           | с. Опорець            | 518 / 2                         |  |
| 22                 | Церква Богоявлення (Святого Луки) (дер.)                     | 1862 р.           | с. Орявчик            | 1417/ 1                         |  |
| 23                 | Дзвіниця церкви Богоявлення (Святого Луки) (дер.)            | 1801 р.           | с. Орявчик            | 1417/ 2                         |  |
| 24                 | Церква Святого Михаїла (дер.)                                | 1888 р.           | с. Плав'я             | 1418/ 1                         |  |
| 25                 | Дзвіниця церкви Святого Михаїла (дер.)                       | 1886 р.           | с. Плав'я             | 1418/ 2                         |  |
| 26                 | Церква Святого Василія Великого (мур.)                       | 1810 р.           | с. Риків              | 1419/ 1                         |  |
| 27                 | Дзвіниця церкви Святого Василія Великого (дер.)              | 1810 р.           | с. Риків              | 1419/ 2                         |  |
| 28                 | Церква Святого Михаїла (дерев'яна)                           | 1874              | с. Сможе              | 1420/ 1                         |  |
| 29                 | Дзвіниця церкви Святого Михаїла (дерев'яна)                  | ХІХ ст.           | с. Сможе              | 1420/ 2                         |  |
| 30                 | Церква Успіння Богородиці (дер.)                             | 1858 р.           | с. Тухолька           | 521/ 1                          |  |
| 31                 | Дзвіниця ц-ви Успіння Богородиці (дер.)                      | 1862 р.           | с. Тухолька           | 521/ 2                          |  |
| 32                 | Церква Св. Івана Хрестителя (дер.)                           | 1864 р.           | с. Хащоване           | 1421/ 1                         |  |
| 33                 | Дзвіниця церкви Св. Івана Хрестителя (дер.)                  | 19ст.             | с. Хащоване           | 1421/ 2                         |  |
| 34                 | Церква Покрови Богородиці (дер.)                             | 1868 р.           | с. Ялинкувате         | 1422/ 1                         |  |
| 35                 | Дзвіниця церкви Покрови Богородиці (дер.)                    | 19ст.             | с. Ялинкувате         | 1422/ 2                         |  |
| місцевого значення |                                                              |                   |                       |                                 |  |
| м.Сколе            |                                                              |                   |                       |                                 |  |
| 36                 | Палац (мур.)                                                 | XIX ст.           | вул. Святослава, 40   | 501/1-М                         |  |
| 37                 | Парк                                                         | XIX ст.           | вул. Святослава, 40   | 501/2-М                         |  |
|                    |                                                              |                   |                       |                                 |  |
| 38                 | Церква Благовіщення Пресвятої Богородиці (дер.)              | 1832 р.           | с. Верхнячка          | 505/1-М                         |  |
| 39                 | Дзвіниця церкви Благовіщення Пресвятої Богородиці            | 1832 р.           | с. Верхнячка          | 505/2-М                         |  |
| 40                 | Церква Богоявлення Господнього (дер.); згоріла 28.01.2007 р. | 1873 р.           | с. Головецьке         | 1494-М                          |  |
| 41                 | Вілла (дер.)                                                 | 1929 р.           | с. Гребенів           | 503-М                           |  |
| 42                 | Церква Благовіщення Пресвятої Богородиці (дер.)              | 1928 р.           | с. Гребенів           | 2911/1-М                        |  |
| 43                 | Дзвіниця церкви Благовіщення Пресвятої Богородиці            | 1928 р.           | с. Гребенів           | 2911/2-М                        |  |
| 44                 | Вілла Кос-Анатольського                                      | 1970 р.           | с. Гребенів           | 2912-М                          |  |
| 45                 | Церква Введення в Храм Пресвятої Богородиці (дер.)           | 1912 р.           | с. Довжки             | 2374-М                          |  |
| 46                 | Церква Пресвятої Трійці (дер.) згоріла 22.10.2006 р.         | 1833 р.           | с. Долинівці          | 2375-М                          |  |
| 47                 | Церква Св. арх. Михаїла (дер.)                               | 1927 р.           | с. Жупани             | 2913-М                          |  |
| 48                 | Церква Собору Пресвятої Богородиці (дер.)                    | 1887 р.           | с. Завадка            | 2914-М                          |  |
| 49                 | Церква Св. Дмитрія ( дер.)                                   | XIX ст.           | с. Задільське         | 1495-М                          |  |
| 50                 | Церква Св. арх. Михаїла                                      | 1847 р.           | с. Кам"янка           | 2917-М                          |  |
| 51                 | Церква Св. Євхаристії ( дер.)                                | 1825 р.           | с. Климець            | 2376-М                          |  |
| 52                 | Церква Святого Миколая (дер.)                                | 1926 р.           | с. Козьова            | 2915-М                          |  |
| 53                 | Вілла (дер.)                                                 | поч.ХХст.         | с. Коростів           | 502-М                           |  |
| 54                 | Школа                                                        | 1880 р.           | с. Коростів           | 2916-М                          |  |
| 55                 | Церква Св. Косми і Дем"яна (дер.)                            | 1824 р.           | с. Корчин             | 504/1-М                         |  |
| 56                 | Дзвіниця церкви Св. Косми і Дем"яна                          | 1824 р.           | с. Корчин             | 504/2-М                         |  |
| 57                 | Вілла (дер.)                                                 | поч. ХХст.        | с. Корчин             | 504/3-М                         |  |
| 58                 | Школа                                                        | с. Корчин         | 2918-М                |                                 |  |
| 59                 | Церква Св. Онуфрія (дер.)                                    | ХУІІІст.          | с. Криве              | 2377-М                          |  |
| 60                 | Церква Різдва Христового (дер.)                              | 1790 р.           | с. Либохора           | 1496-М                          |  |
| 61                 | Церква Святого Миколая (дер.)                                | 1884 р.           | с. Межиброди          | 2919/1-М                        |  |
| 62                 | Дзвіниця церкви Святого Миколая (дер.)                       | ХІХст.            | с. Межиброди          | 2919/2-М                        |  |
| 63                 | Клуб-читальня                                                | 1936 р.           | с. Межиброди          | 2920-М                          |  |
| 64                 | Церква Собору Івана Хрестителя                               | 1879 р.           | с. Мита               | 1497-М                          |  |
| 65                 | Церква Св. арх. Михаїла (дер.)                               | 1882 р.           | с. Орява              | 1498-М                          |  |
| 66                 | Церква Св. Дмитрія (дер.)                                    | 1838 р.           | с. Підгородці         | 1500-М                          |  |
| 67                 | Церква Св. арх. Михаїла (дер.)                               | 1829 р.           | с. Побук              | 2921-М                          |  |
| 68                 | Церква Св. арх. Михаїла (дер.)                               | 1872 р.           | с. Погар              | 1499-М                          |  |
| 69                 | Церква Різдва Пресвятої Богородиці (дер.)                    | 1884 р.           | с. Потік Сухий        | 1502-М                          |  |
| 70                 | Капличка                                                     | 1900-1914р р.     | с. Рожанка Верхня     | 2910-М                          |  |
| 71                 | Церква Святого Миколая (дер.)                                | 1836 (1882) р.    | с. Росохач            | 797-М                           |  |
| 72                 | Церква Св. Івана Хрестителя (дер.)                           | 1888 р.           | смт.Синьовидне Верхнє | 1493-М                          |  |
| 73                 | Церква Пресв"ятої Богородиці (мур.)                          | 1901 р.           | с. Славське           | 2922/1-М                        |  |
| 74                 | Дзвіниця церкви Пресвятої Богородиці                         | 1901 р.           | с. Славське           | 2922/2-М                        |  |
| 75                 | Церква Св. арх. Михаїла (дер.)                               | 1836 р.           | с. Сопіт              | 1501-М                          |  |
| 76                 | Церква Введення в Храм Пресвятої Богородиці                  | 1921 р.           | с. Тернавка           | 2924/1-М                        |  |
| 77                 | Дзвіниця церкви Введення в Храм Пресвятої Богородиці (дер.)  | 1921 р.           | с. Тернавка           | 2924/2-М                        |  |
| 78                 | Школа                                                        | 1915,1939 р.      | с. Тернавка           | 1923-М                          |  |
| 79                 | Церква Святого Миколая (дер.)                                | ХУІІст. (1830р.)  | с. Труханів           | 506/1-М                         |  |
| 80                 | Дзвіниця церкви Святого Миколая (дер.)                       | ХVІІст. (п.ХХст.) | с. Труханів           | 506/2-М                         |  |
| 81                 | Церква Святого Миколая (мур.)                                | 1904 р.           | с. Тухля              | 2925/1-М                        |  |
| 82                 | Дзвіниця церкви Святого Миколая (мур.)                       | 1904 р.           | с. Тухля              | 2925/2-М                        |  |
| 83                 | Школа                                                        | 1920 р.           | с. Тухля              | 2926-М                          |  |
| 84                 | Церква Святого Миколая (дер.)                                | ХІХст.            | с. Урич               | 2378-М                          |  |
| 85                 | Церква Св. арх. Михаїла (дер.)                               | 1860р,            | с. Хитар              | 2927/1-М                        |  |
| 86                 | Дзвіниця ц-ви Св.арх.Михаїла (дер.)                          | 1860р.            | с. Хитар              | 2927/2-М                        |  |
| 87                 | Церква Св. Івана Хрестителя (дер.)                           | 1829 р.           | с. Ямельниця          | 1503-М                          |  |

## Джерело
Перелік пам'яток Львівської області [Архівовано 16 вересня 2012 у Wayback Machine.]